# Euproctis acosmeta
Euproctis acosmeta är en fjärilsart som beskrevs av Collenette 1947. Euproctis acosmeta ingår i släktet Euproctis och familjen tofsspinnare. Inga underarter finns listade i Catalogue of Life.